# Emeka Mamale
Emeka Esanga Mamale (21 ottobre 1977 – Kinshasa, 25 giugno 2020) è stato un calciatore della Repubblica Democratica del Congo, di ruolo attaccante.

## Biografia
È deceduto il 25 giugno 2020 nell'ospedale di Kinshasa.

## Carriera

### Club
Nel 1996, dopo aver militato al Motema Pembe, si è trasferito al Pohang Atoms (divenuto poi Pohang Steelers nel 1997). Nel 1998 è stato acquistato dal Charleroi. Nel 1999 è passato al Free State Stars, per poi trasferirsi al Kaizer Chiefs. Nel 2000 è stato acquistato dal Lokeren. Nel 2002 è passato al Cabinda. Nel 2003 è stato ingaggiato dal Primeiro de Agosto. Nel 2005 è passato al Silver Stars. Nel 2007 è stato acquistato dall'Hapoel Akko. Nel 2009 ha militato al TC Elima. Nel 2010 è stato ingaggiato dal Motema Pembe, con cui ha concluso la propria carriera.

### Nazionale

#### Zaire
Ha debuttato con la Nazionale zairiana il 25 gennaio 1996, in Zaire-Liberia (2-0), subentrando a Ntumba Danga al minuto 55. Ha messo a segno la sua prima rete con la maglia della Nazionale zairiana il 2 giugno 1996, in Mauritius-Zaire (1-5), gara in cui ha siglato la rete del momentaneo 0-1 nel 1º minuto del primo tempo. Ha partecipato, con la Nazionale zairiana, alla Coppa d'Africa 1996. Ha collezionato in totale, con la Nazionale zairiana, 5 presenze e una rete.

#### Repubblica Democratica del Congo
Ha debuttato con la Nazionale della RD del Congo il 12 febbraio 1998, in Tunisia-RD del Congo (2-1), subentrando a Roger Hitoto all'inizio del secondo tempo. Ha partecipato, con la Nazionale congolese, alla Coppa d'Africa 1998 e alla Coppa d'Africa 2000. Ha collezionato in totale, con la Nazionale congolese, 10 presenze.

## Palmarès

### Club

#### Competizioni nazionali
- Campionato congolese di calcio (Repubblica Democratica del Congo): 1

Motema Pembe: 1996
- Coppa di Corea del Sud: 1

Pohang Atoms: 1996
- Coppa del Sudafrica: 1

Kaizer Chiefs: 2000-2001
- Coppa della Repubblica Democratica del Congo: 1

Motema Pembe: 2010